# San Luis (Paita)
San Luis es un caserío peruano ubicado en el distrito de Vichayal, perteneciente a la provincia de Paita del departamento de Piura, al norte del Perú. 

## Ubicación
San Luis se ubica al noroeste de la provincia de Paita, en el distrito de Vichayal, en el departamento de Piura. Se encuentra ubicado al margen izquierda del río Chira. 

## Demografía
En 2017 San Luis tenía una población de 111 habitantes.
| Gráfica de evolución demográfica de San Luis entre 1993 y 2017 |
|                                                                |
| Fuentes: Población 1993 y 2017                                 |